# Сент-Онорин-дю-Фе
Сент-Онори́н-дю-Фе (фр. Sainte-Honorine-du-Fay) — коммуна во Франции, находится в регионе Нижняя Нормандия. Департамент коммуны — Кальвадос. Входит в состав кантона Эвреси. Округ коммуны — Кан.
Код INSEE коммуны — 14592.

## Население
Население коммуны на 2010 год составляло 1306 человек.
| 1962 | 1968 | 1975 | 1982 | 1990 | 1999 | 2010 |
| ---- | ---- | ---- | ---- | ---- | ---- | ---- |
| 427  | 495  | 644  | 927  | 1065 | 1085 | 1306 |

## Экономика
В 2010 году среди 870 человек трудоспособного возраста (15—64 лет) 646 были экономически активными, 224 — неактивными (показатель активности — 74,3 %, в 1999 году было 68,0 %). Из 646 активных жителей работали 610 человек (316 мужчин и 294 женщины), безработных было 36 (20 мужчин и 16 женщин). Среди 224 неактивных 95 человек были учениками или студентами, 89 — пенсионерами, 40 были неактивными по другим причинам.